# Oskar (film, 1991)
Oskar (v anglickém originále Oscar) je americký komediální film režiséra Johna Landise z roku 1991, hlavní roli zde ztvárnil Sylvester Stallone. Jedná se o remake stejnojmenné francouzské komedie z roku 1967 s Louisem de Funèsem.

## Děj
V roce 1931 gangster Angelo „Snaps“ Provolone na smrtelné posteli svého otce slíbí, že se vzdá života zločince a stane se poctivým mužem. V rámci této proměny promění své dva nejbližší pomocníky, Connieho a Alda, na domácí sluhy v jeho sídle. Snapsovým cílem je nyní vstoupit do světa financí – plánuje investovat velkou částku do prestižní banky a stát se členem její správní rady, čímž by si zajistil respekt a uznání společnosti.
Brzy ráno Snaps čelí prvnímu problému. Jeho mladý účetní Anthony Rossano přijde s žádostí o obrovské zvýšení platu a oznámí mu, že si chce vzít Snapsovu dceru. Navíc mu přizná, že si z účetních knih tajně odcizil 50 000 dolarů, které proměnil v drahé šperky - jako svatební dar. Snaps zuří, protože chce pro svou dceru něco lepšího. Když se jde dcery Lisy zeptat, zjistí, že mu jeho dcera tvrdí, že je těhotná – ovšem ne s Anthonym, nýbrž s bývalým řidičem Oscarem, který nyní slouží v armádě.
Mezitím Anthony zjišťuje, že žena, do které se zamiloval, není Snapsova dcera, jak tvrdila. Přesto je vtažen do složitého plánu, kdy má být narychlo oženěn s Lisou, aby se zachovala čest rodiny. Lisa ani Anthony nejsou z tohoto uspořádání nadšeni, ale nakonec se Lisa sblíží s jazykovědcem Dr. Thortonem Poolem, kterého Snaps nechtěně také zaplete do svých plánů.
Situaci ještě více komplikuje série záměn zavazadel – kufr se šperky je několikrát zaměněn s kufrem plným spodního prádla, které patřilo bývalé služce. Do toho se přimíchá kufr s 50 000 dolary, které Anthony nabídne Snapsovi zpět výměnou za šperky. Snaps v nastalém zmatku omylem dvakrát požádá Poolea, aby si vzal jeho dceru, aniž by věděl, že předává kufr se spodním prádlem.
Zatímco Snaps bojuje s rodinným chaosem, policie v čele s poručíkem Toomeym plánuje razii v jeho domě, protože věří, že se zde chystá setkání s chicagskými gangstery. Zároveň jeho konkurent Vendetti plánuje atentát na Snapsa, protože si myslí, že se snaží rozšířit svůj vliv.
Do toho přichází další zvrat – nová služebná Roxie je ve skutečnosti Snapsova bývalá láska, která mu prozradí, že jejich dávná aféra přinesla dítě – dívku jménem Theresa. Ukáže se, že právě Theresa se vydávala za Snapsovu dceru a svedla Anthonyho.
Když se konečně sejdou bankéři, Snaps si uvědomí, že mu nikdy nehodlali dát skutečnou moc – jen chtěli jeho peníze. Rozčarovaný z "poctivého" světa se rozhodne opustit svou snahu být čestným občanem. Policie provede zátah, ale nenajde žádné důkazy, zatímco gang Vendettiho narazí přímo do pasti a je zatčen.
Film končí dvojitou svatbou Lisy a Thortona a Theresy s Anthonym. Oscar se pokusí svatbu překazit, ale je zbit a vhozen do auta Snapsovými muži. Snaps, opět šťastný ve světě podsvětí, sleduje šťastné zakončení svého "čestného" dne.

## Obszení
- Sylvester Stallone jako Angelo „Snaps“ Provolone
- Ornella Muti jako Sofia Provoloneová
- Don Ameche jako otec Clemente
- Peter Riegert jako Aldo
- Tim Curry jako Dr. Thornton Poole
- Vincent Spano jako Anthony Rossano
- Marisa Tomei jako Lisa Provolone
- Elizabeth Barondes jako Theresa
- Eddie Bracken jako Charlie „Five-Spot Charlie“
- Linda Gray jako Roxanne
- Chazz Palminteri jako Connie
- Kurtwood Smith jako poručík Toomey
- William Atherton jako Overton
- Art LaFleur jako strážník Quinn
- Robert Lesser jako strážník Keough
- Yvonne De Carlo jako teta Rosa
- Martin Ferrero jako Luigi Finucci
- Harry Shearer jako Guido Finucci
- Richard Romanus jako Vendetti
- Arleen Sorkin jako Vendettiho manikérka
- Jim Mulholland jako Oscar
- Joey Travolta jako „Ace“
- Kirk Douglas jako Eduardo, Angelův otec
- Joycelyn O'Brien jako Nora